# Litó

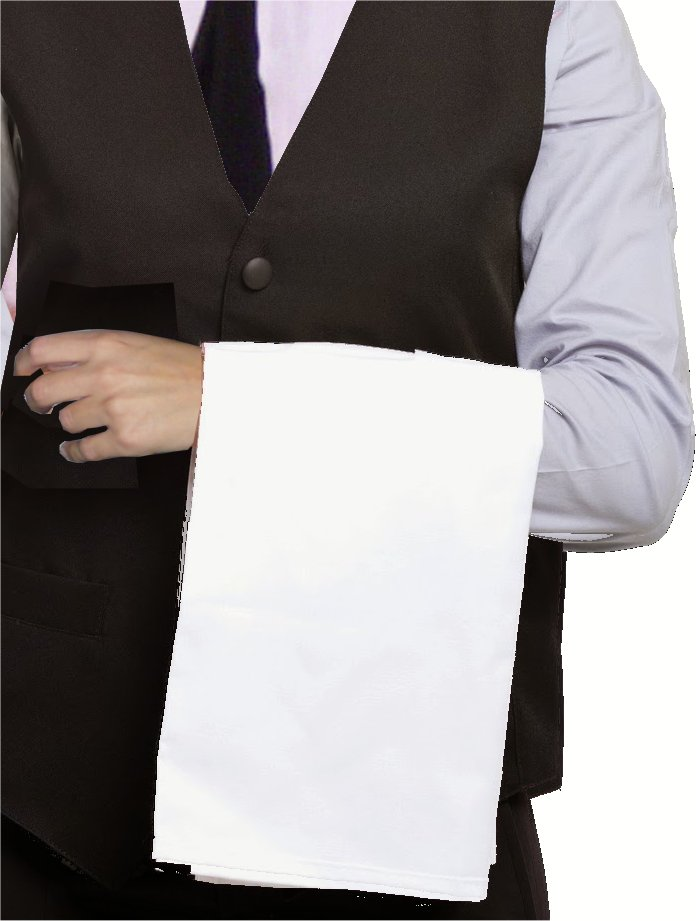
Cambrer amb litó al braç esquerre

En restauració, el litó o lito (l'adaptació catalana estricta del francès seria litó, però la pronúncia plana del terme és la forma que es fa servir en l'àmbit) és un tovalló d'aproximadament 40 x 80 cm, preferiblement de color blanc, emprat pels cambrers quan serveixen per a protegir-se les mans del contacte amb plates i plats calents. També serveix per netejar la vora d'un plat tacat, servir vins per si cau alguna gota, transportar coberts, etc.
El litó s'acostuma a dur plegat en tres longitudinalment i penjat al braç esquerre amb el plec tancat a l'exterior per motius estètics. Si s'embruta cal doblegar-lo de manera que no es vegin les taques o cal canviar-lo per un de net.
Al litó o lito també se'l pot anomenar braçal, tot i que aquest terme pot portar a confusió.